# Dàkhovskaia
Dàkhovskaia - Даховская (rus) és una stanitsa de la República d'Adiguèsia, a Rússia. Es troba a la vora dreta del Bélaia, afluent del riu Kuban, a 31 km al sud de Tulski i a 43 km al sud de Maikop.
Pertanyen a aquest municipi els possiolki de Merkulàievka i Ust-Sakhrai i els pobles de Novoprokhlàdnoie i Khamixki.

## Història
L'stanitsa fou fundada el 1862 per l'exèrcit tsarista a la desembocadura del riu Dakh al lloc del aül cremat circassià d'Asretkhabl. La vila és rica en restes arqueològiques. A la vora del riu Bélaia gairebé al centre de l'stanitsa, foren trobades les "tombes d'or", on s'hi trobaren grans objectes de valor, sobretot un got d'or i un bastó d'ivori, regal de Pere I de Rússia.